# Hrabstwo Cherokee (Georgia)

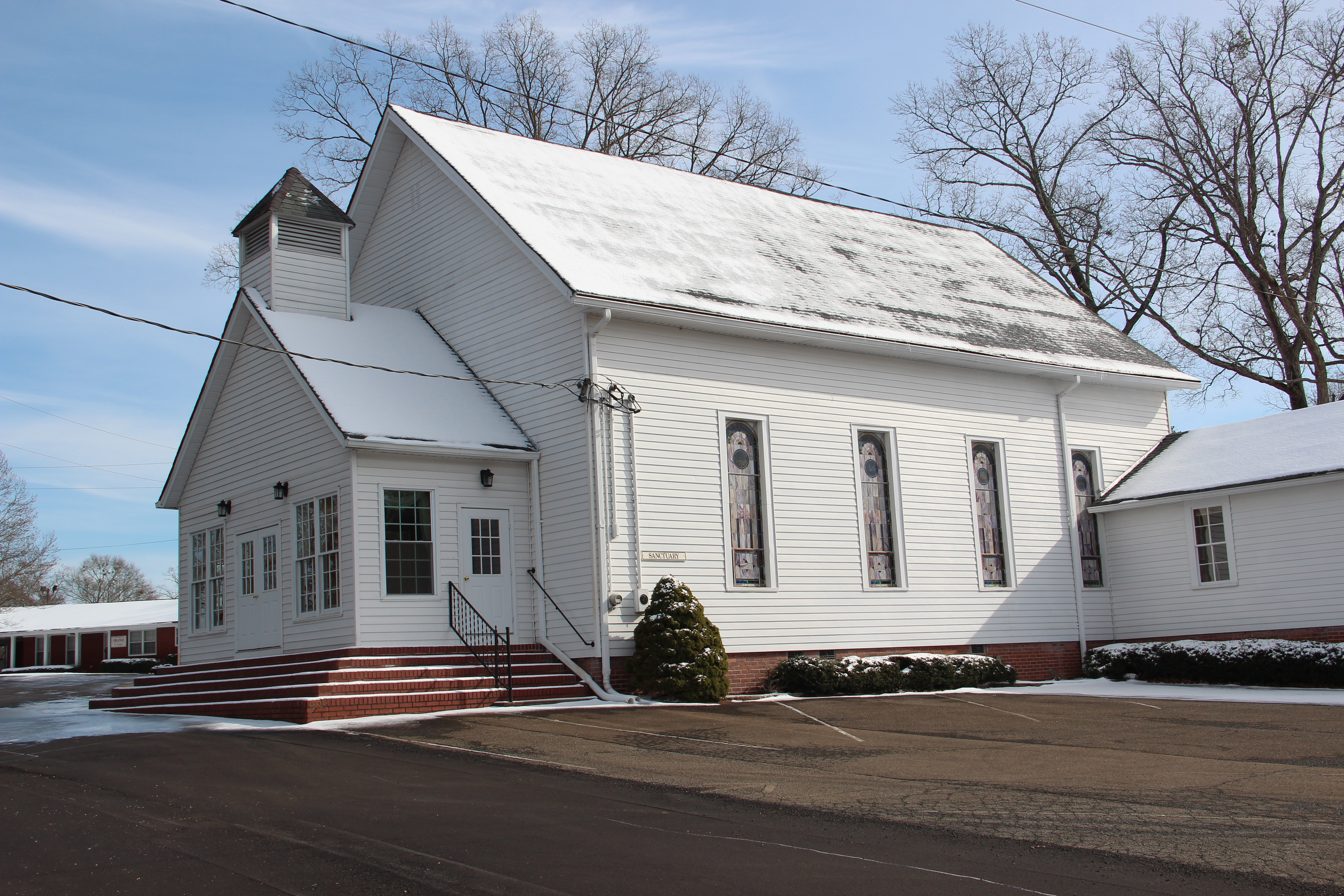
Kościółek zjednoczonych metodystów.

Piramida wieku hrabstwa

Hrabstwo Cherokee – hrabstwo położone w USA w stanie Georgia z siedzibą w mieście Canton. Założone w 1831 roku. Największe miasto w hrabstwie to Woodstock. Należy do obszaru metropolitalnego Atlanty.

## Sąsiednie hrabstwa
- Hrabstwo Pickens (północ)
- Hrabstwo Dawson (północny wschód)
- Hrabstwo Forsyth (wschód)
- Hrabstwo Fulton (południowy wschód)
- Hrabstwo Cobb (południe)
- Hrabstwo Bartow (zachód)
- Hrabstwo Gordon (północny zachód)

## Miasta
- Ball Ground
- Canton
- Holly Springs
- Mountain Park
- Nelson
- Waleska
- Woodstock

## Demografia
Według spisu w 2020 roku liczy 266,6 tys. mieszkańców, co oznacza wzrost o 24,4% od poprzedniego spisu z roku 2010. Według danych z 2020 roku, 85,1% populacji stanowili biali (78,2% nie licząc Latynosów), następnie 7,0% to byli czarnoskórzy lub Afroamerykanie, 3,8% było rasy mieszanej, 1,9% Azjaci, 0,3% to rdzenna ludność Ameryki i 0,09% pochodziło z wysp Pacyfiku. Latynosi stanowili 10,7% populacji.
Do największych grup należały osoby pochodzenia angielskiego (13,3%), irlandzkiego (11,9%), niemieckiego (11,7%), „amerykańskiego” (8,9%), afroamerykańskiego, meksykańskiego (4,9%), włoskiego (4,6%), szkockiego lub szkocko–irlandzkiego (4,6%) i francuskiego (3,5%).
Wysoki odsetek osób pochodzenia polskiego mają miasta: Ball Ground (4,4%) i Woodstock (3,6%).

## Religia
W 2020 roku trzy największe denominacje w hrabstwie, to: Południowa Konwencja Baptystów (57,1 tys. członków), Kościół katolicki (18,6 tys.) i Zjednoczony Kościół Metodystyczny (11,3 tys.). Lokalne bezdenominacyjne zbory ewangelikalne zrzeszały 11,2 tys. członków w 26 zborach. Ponadto co najmniej 1 tys. członków mieli także: zielonoświątkowcy, mormoni, świadkowie Jehowy, campbellici, inni metodyści, inni baptyści, muzułmanie i luteranie.

## Polityka
Hrabstwo Cherokee jest najludniejszym hrabstwem w Georgii i w obszarze metropolitalnym Atlanty, które ma większość republikańską. W wyborach prezydenckich w 2020 roku, 68,7% wyborców oddało głos na Donalda Trumpa i 29,5% na Joe Bidena.

## Drogi główne
- Autostrada międzystanowa nr 75
- Interstate 575
- State Route 5
- State Route 5 Business
- State Route 5 Connector
- State Route 20
- State Route 92
- State Route 108
- State Route 140
- State Route 369
- State Route 372